# Покровское (Зеньковский район)
Покровское (укр. Покровське) — село,
Покровский сельский совет,
Зеньковский район,
Полтавская область,
Украина.
Код КОАТУУ — 5321384401. Население по переписи 2001 года составляло 556 человек.
Является административным центром Покровского сельского совета, в который, кроме того, входят сёла
Василе-Устимовка,
Галийка,
Морозы,
Стрелевщина и
Шкурпелы.

## Географическое положение
Село Покровское находится на расстоянии в 1 км от сёл Галийка и Будки,
в 2-х км от сёл Артелярщина, Стрелевщина, Шкурпелы и Кольченки.
По селу протекает пересыхающий ручей с запрудами.

## История
- 1837 — дата основания как село Баличивка.
- ? — переименовано в село Покровское.
- В селе владельческом Покровск (Буличовка) в 1859 году было 39 дворов и 268 жителей (129 мужеска пола и 139 женского) имелись церковь, 3 ярмарки, 3 завода[2]
- Есть на карте 1869 года  как Покровской[3]

## Экономика
- ООО «Октан».